# Berzerk (chanson)
Pour les articles homonymes, voir Berserk (homonymie).
Singles de Eminem
C'mon Let Me Ride
(2012) Survival
(2013)
Berzerk est une chanson du rappeur américain Eminem. Sortie le 27 août 2013, elle sert de premier single pour le huitième album studio d'Eminem, The Marshall Mathers LP 2. La chanson est produite par Rick Rubin. Cette chanson évoque la différence entre l'ancienne et la jeune génération dans le monde du rap, rendant hommage aux rappeurs des années 1980 comme MC Ren, les Beastie Boys ou LL Cool J. Les labels distribuant cette chanson sont les mêmes qui produisent le septième album du rappeur, à savoir Interscope Records, Aftermath Entertainment, le label fondé par Dr.Dre, le producteur exécutif de The Marshall Mathers LP 2 et enfin Shady Records, label créé par Eminem et Paul Rosenberg, le manager du rappeur de Détroit.
Berzerk reçoit des critiques plutôt positives  dans l'ensemble. Les journalistes spécialisés soulignant notamment le retour de Slim Shady, l'alter-ego diabolique du rappeur ainsi que le flow «inimitable», selon Digital Spy du rappeur. La critique insista également sur le fait que plus de 13 ans après sa découverte par le grand public, Eminem fait toujours autant parler de lui par ses paroles controversées. La chanson a débuté à la seconde place du classement hebdomadaire des singles aux États-Unis, le Billboard Hot 100. La chanson s'est également classée en deuxième position des classements au Canada et au Royaume-Uni, arrivant toutefois première en Corée du Sud. La chanson a été certifiée disque de platine aux États-Unis et en Australie, et double disque de platine au Canada.
La parution de Berzerk s'accompagne d'un clip vidéo réalisé par Syndrome, qui a régulièrement travaillé avec le rappeur, notamment pour le clip vidéo de 3 a.m. et la mise en image de sa performance sur Rap God à New York en 2013. Le clip a été tourné à Brooklyn, New York. Le clip coloré de Berzerk contient des apparitions de Rick Rubin, Kid Rock, Yelawolf ou encore Kendrick Lamar et fait référence à la culture des années 1980, entre autres la saga Retour vers le Futur ou les clip vidéos de LL Cool J et des Beastie Boys. Pour la promotion de la chanson, Eminem a régulièrement joué le morceau en direct à la télévision, notamment pour Saturday Night Live, le Grand Journal ou encore The Jonathan Ross Show.
La chanson est utilisée dans la bande-annonce du film The Boyfriend : Pourquoi lui ? (2016).

## Composition

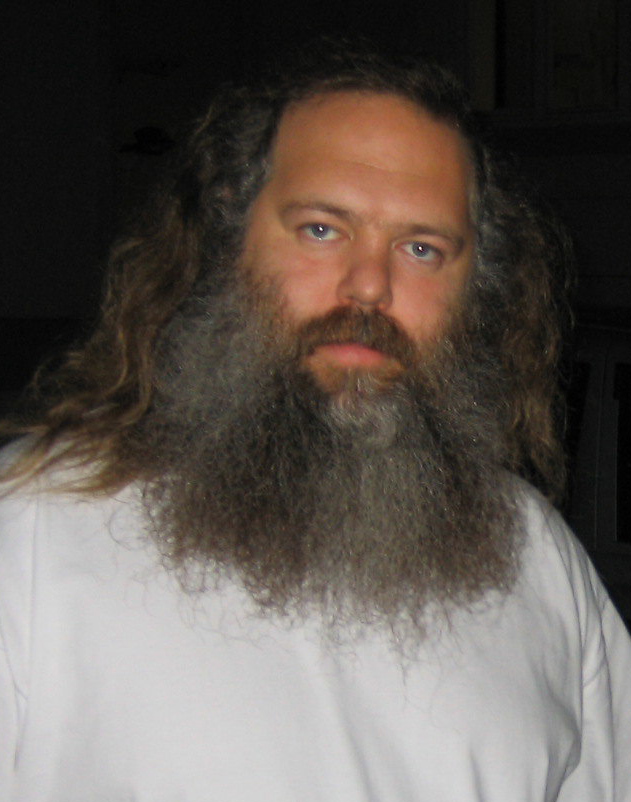
Rick Rubin, producteur exécutif de l'album The Marshall Mathers LP 2, produit également Berzerk.

La chanson, produite par Rick Rubin, sample le titre The Stroke de Billy Squier mais également The New Style et (You Gotta) Fight for Your Right (To Party!), deux chansons des Beastie Boys,. Les deux derniers titres cités sont extraits de l'album Licensed to Ill, le premier album des Beastie Boys, sorti en 1986 et produit par Rick Rubin.
Selon Yahoo! Music et son journaliste Craig Rosen, Berzerk commence par une «explosion accompagnée d'une guitare électrique où Eminem crie dans le micro, comme à l'époque des Beastie Boys». Ils ajoutent que lorsqu'Eminem crie « Kick it! », il s'agit d'une référence à The New Style des Beastie Boys et que l'instrumental s'inspire de Billy Squire. Cependant, selon Rolling Stone Magazine, le « Kick it! » est samplé depuis l'introduction d'Ad-Rock dans (You Gotta) Fight for Your Right (To Party!). Selon Lars Brandle de Billboard, la chanson est « une percutante chanson, inspirée de I Love Rock 'n' Roll de Joan Jett et de l'ère Licensed to Ill des Beastie Boys ».

## Contenu

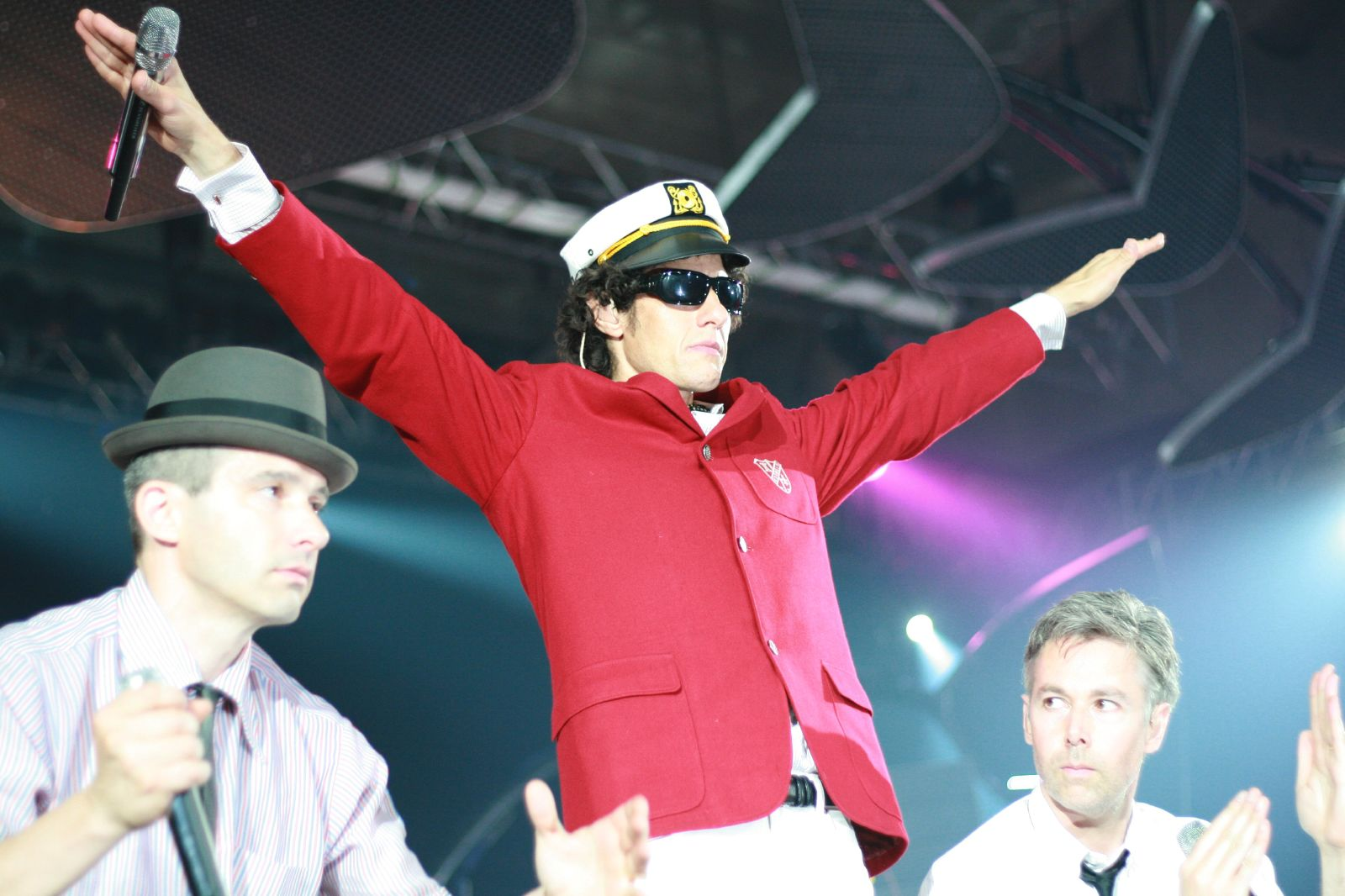
Eminem rend hommage aux Beastie Boys dans Berzerk.

Dans Berzerk, Eminem parle de la différence entre la jeune et l'ancienne génération dans le monde du rap.
Il commence, dans le premier couplet, par indiquer qu'il faut que le hip-hop revienne aux fondamentaux. Il se présente alors en sauveur, pour remonter le niveau du rap. Eminem dit que son retour fera taire les critiques. Il revient sur les différentes polémiques qui ont eu lieu en 2000. À l'époque, les paroles du rappeur était contestées de par leurs côtés nihilistes, misogynes et homophobes, entraînant des manifestations, comme avant la cérémonie des Grammy Awards où Eminem était nommé dans la catégorie meilleur album pour son opus polémique, The Marshall Mathers LP. Il dit : « Je les ai fait douter et manifester avec leurs pancartes. Mais ils se font vite empaler avec celles-ci ». Eminem ajoute qu'il va « tout défoncer » et il fait référence à son ami Kendrick Lamar, qui a lui aussi déclenché une polémique avec son couplet dans la chanson Control de Big Sean. Il s'adresse à lui en utilisant l'expression « Ya Bish », populaire à Compton, une ville célèbre pour ses rappeurs comme Kendrick Lamar ou encore Dr. Dre, deux proches d'Eminem. Le rappeur de Détroit ressuscite alors son alter-ego, Slim Shady, personnage « fou et effrayant ». Il affirme être un mélange de Léonard de Vinci et de MC Ren. Eminem se considère comme l'ennemi public et en profite pour faire un jeu de mots. En effet, il critique la jeune génération en disant : « tu crois que P.E. veut dire éducation physique ! », alors que pour lui, P.E. est une référence au groupe Public Enemy, qui a popularisé le rap contestataire dans les années 1980.
Dans le refrain, Eminem dit qu'il faut profiter de la vie et faire la fête, car « la vie est trop courte pour ne pas la vivre à fond ». Il attaque Kevin Federline en disant : « Alors chérie, laisse toi aller comme K-Fed », référence à la prise de poids de celui-ci après sa rupture avec Britney Spears.

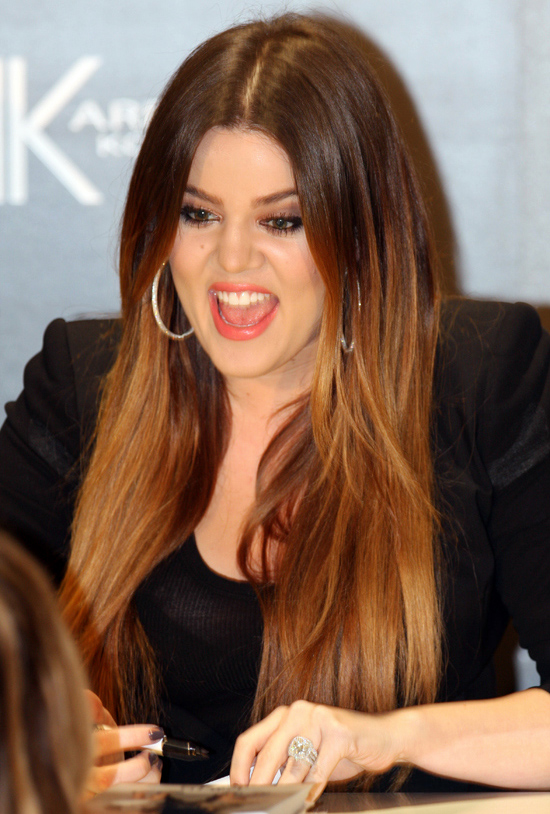
Eminem attaque Khloe Kardashian en indiquant que c'est « la plus moche » des trois sœurs de la famille.

Eminem commence le second couplet en se mettant en valeur. Il dit que ses vêtements ont le pouvoir de séduire avec son pantalon kaki Carhartt, ses chaussures Nike et sa veste à la mode. Quand il parle de son pantalon kaki, c'est une référence aux rappeurs « gangsta », des années 1990 comme Snoop Dogg ou Dr. Dre qui affectionnaient ce genre d'habits. Il dit ensuite qu'il peut faire l'amour avec du Kid Rock en musique de fond. Il imite alors le genre musical de celui-ci, avec de nombreuses onomatopées, qu'affectionne aussi Eminem puisqu'il en a déjà utilisées dans des titres comme Square Dance ou The Real Slim Shady. Il dit ensuite être toujours au sommet du rap. Il attaque une nouvelle fois la jeune génération : « La question est de savoir si ces pauvres types sont assez intelligents pour reconnaître qu'ils sont stupides. J’espère pour eux ! » Après le refrain, on entend des « scratchs », référence au rap des années 1990.
Dans le troisième couplet, Eminem commence par attaquer Khloe Kardashian : « Ils disent que l'amour est aussi puissant que du sirop pour la toux et un gobelet en plastique / Tout ce que je sais c'est que je me suis endormi et réveillé dans une Monte-Carlo, avec la plus laide des sœurs Kardashian ». Il en profite pour attaquer son mari, Lamar Odom, en lui disant qu'ils n'ont pas fixé la barre bien haut. Eminem ajoute qu'il est tellement drogué qu'il va pouvoir assommer le rappeur Future, un des membres en vogue de la nouvelle génération. Eminem fait alors comme s'il parlait à une fille en lui indiquant que ce n'est pas possible entre eux. Slim Shady lui coupe alors la parole en disant qu'il est absurde car normalement il n'appelle personne « Baby » sauf Birdman, le fondateur de Cash Money Records. Il dit ensuite : « Ne sois pas découragée ma belle, c'est ta chanson, sauf si t'as les pieds pourris, parce que... » Il s'agit d'une référence à la première phrase du refrain consécutif au dernier couplet où il dit : « Enlèves tes chaussures, laisses-toi aller, et défoules-toi toute la nuit ».

## Sortie et promotion

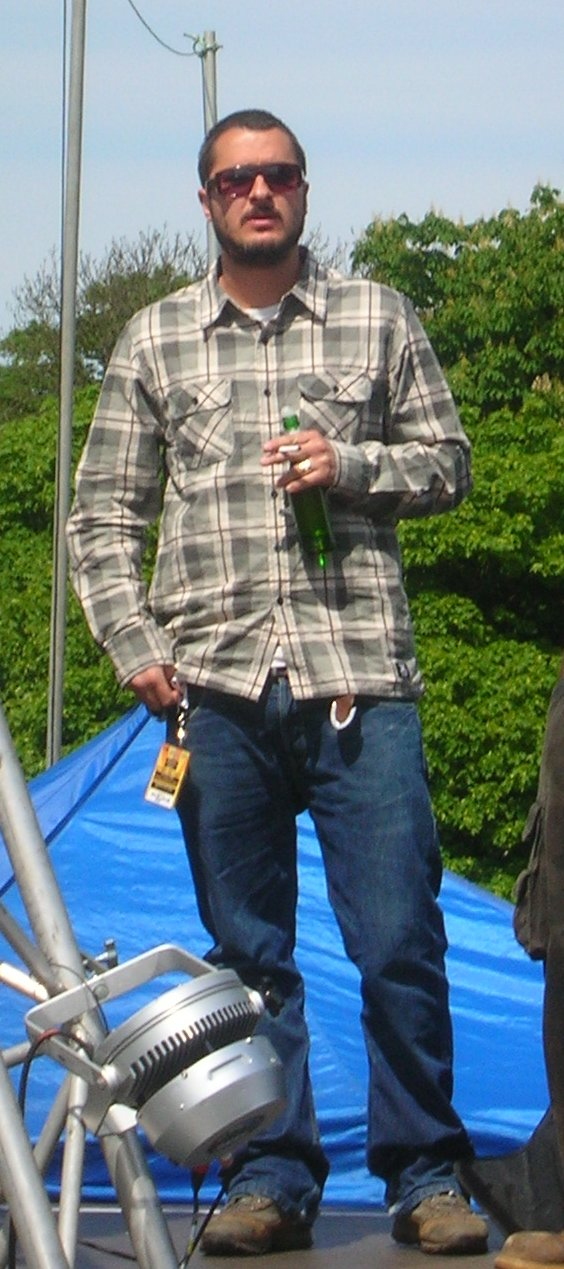
Eminem joue Berzerk en direct pour l'émission de Zane Lowe le 21 novembre 2013.

La chanson est dévoilée pour la première fois au grand public le 26 août 2013 sur la chaîne de radio d'Eminem, Shade 45. La veille, la sortie de la suite du plus grand succès critique et commercial d'Eminem, The Marshall Mathers LP 2, fut annoncé à l'occasion des MTV Video Music Awards. Deux publicités pour Beats by Dr. Dre furent alors diffusées, dans lesquelles on pouvait voir des extraits de la vidéo de Berzerk. Les journalistes qui suivirent la cérémonie MTV, affirment que ces publicités constituent le point d'orgue de la soirée. Le single est alors choisi par la chaîne de télévision ABC pour être le générique de l'émission Saturday Night Football, à partir du match Michigan-Notre Dame le 7 septembre.
Le 2 novembre 2013, Eminem est invité par NBC pour jouer deux titres en direct durant l'émission Saturday Night Live. Il interprète Berzerk et Survival avec Rick Rubin aux platines. Le rappeur est dès le lendemain accusé de play-back durant son live sur Berzerk. Le 10 novembre 2013, Eminem interprète Berzerk et Rap God en direct d'Amsterdam pour les MTV Europe Music Awards 2013 où il reçoit deux prix, celui du meilleur artiste hip-hop et le Global Icon Award pour l'ensemble de sa carrière. Pour continuer la promotion de son album, Eminem se rend durant une semaine en Europe. Le 12 novembre, il est en France où il passe par les radios Skyrock et NRJ ainsi que les chaînes de télévision M6 et Canal+. Pour la seconde chaîne citée, il apparaît en direct pour un live de Berzerk au Grand Journal. Le rappeur français Booba fait notamment partie du public. Trois jours plus tard, il continue la promotion du morceau dans l'émission The Jonathan Ross Show diffusée sur ITV. Le 26 novembre il rappe Berzerk une nouvelle fois pour l'émission Schlaag den Raab diffusée en Allemagne. Le 21 novembre 2013, la chaîne YouTube de la radio britannique BBC Radio One diffuse les performances d'Eminem sur Berzerk et Stan enregistrées en compagnie de Zane Lowe quelques jours plus tôt.

## Clip vidéo
|                                                                                      |  |  |
| Kid Rock et Kendrick Lamar ont été invités par Eminem pour jouer dans le clip vidéo. |  |  |

Le 7 septembre 2013, un extrait du clip est présenté à la mi-temps du match de football américain entre les Michigan Wolverines et les Notre Dame Fighting Irish. Le clip intégral est dévoilé le 9 septembre 2013 sur Vevo.
La vidéo contient des caméos de Rick Rubin, Kendrick Lamar, Kid Rock, Mr. Porter, Yelawolf, The Alchemist et Slaughterhouse, ainsi que des extraits du clip de The Stroke de Billy Squier, dont un sample est contenu dans Berzerk.
La vidéo commence par un écran bleu où il est écrit « Play », comme sur une caméra des années 1980. Il y a ensuite un lecteur cassette géant qui se ferme avec la cassette de Berzerk à l'intérieur. Ce lecteur cassette apparaît sur la pochette du single et est une référence à la pochette du titre Radio, sorti en 1985 par LL Cool J. On voit alors une main qui branche un câble, ce qui déclenche le début de la musique. Il s'agit là d'une référence au film de Robert Zemeckis, Retour vers le Futur, sorti en 1985. L'écran bleu réapparaît avec le mot « BERZERK ».

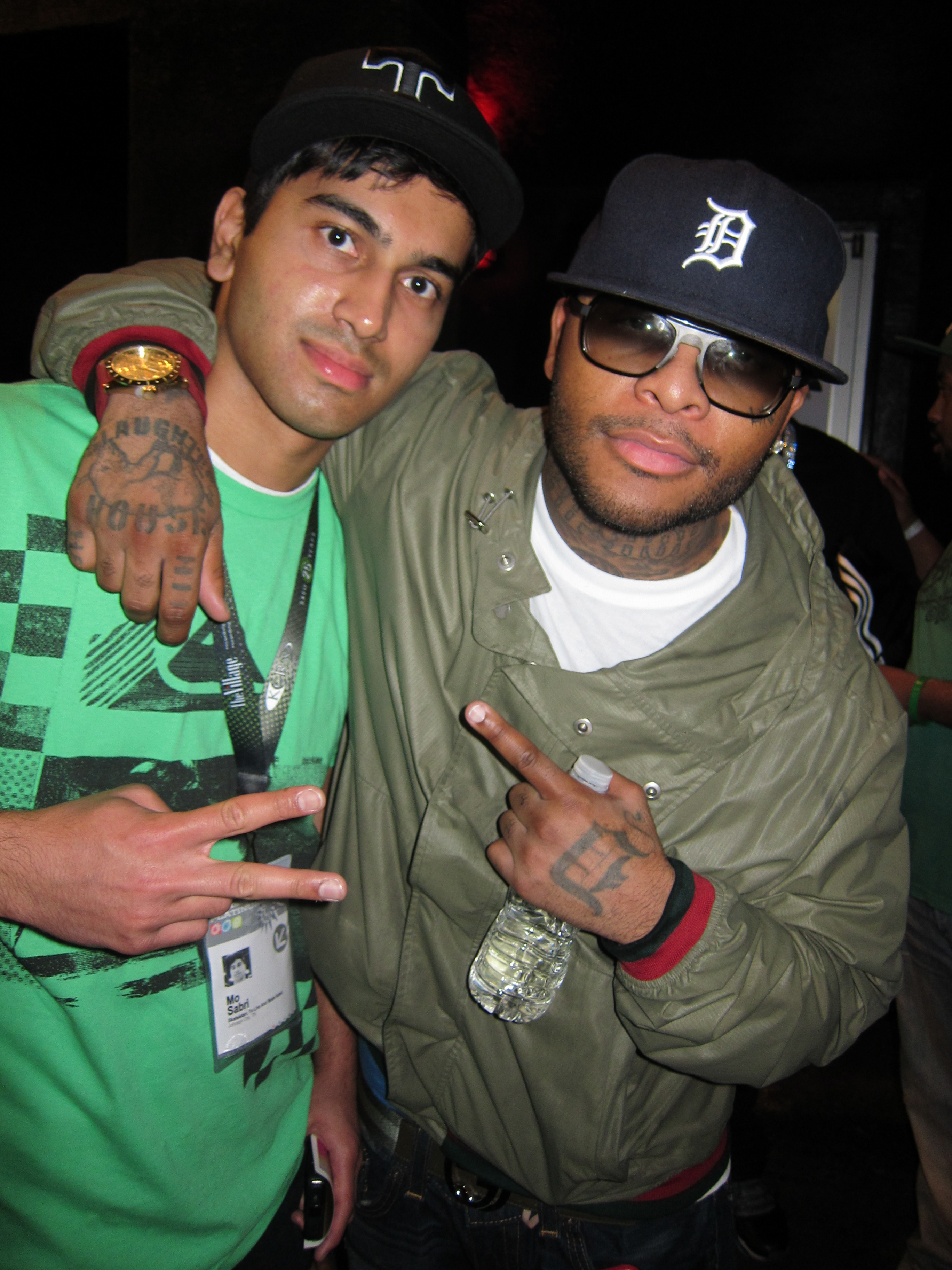
Royce da 5'9" (à droite) apparaît dans le clip.

Eminem commence alors à rapper avec Rick Rubin à ses côtés, dans une pièce où se trouve le lecteur cassette géant. Il porte un pantalon kaki et un T-shirt blanc. On voit alors quelqu'un se faire pousser et tomber en arrière. Eminem pousse alors la caméra qui tombe elle aussi en arrière. Il apparaît ensuite devant des immeubles avec un T-shirt bleu à l'effigie des Pistons de Détroit, le club de basket de sa ville. Le ciel passe alors du bleu au rouge vif. Eminem donne un coup de pied à la caméra pendant qu'on voit une scène d'émeute dans la rue. Il apparaît ensuite au côté de Royce da 5'9", son collaborateur dans le duo Bad Meets Evil et membre du groupe Slaughterhouse signé sur le label d'Eminem. Il y a ensuite une image de policiers faisant face à une émeute puis une autre d'Eminem faisant un doigt d'honneur. On voit une nouvelle fois des affrontements violents dans la rue. Au moment où Eminem parle de Kendrick Lamar, celui-ci apparaît à l'écran et pousse Eminem qui sort du cadre puis réapparaît devant son ami pour crier « Bitch! ».
Durant le refrain, on voit une nouvelle fois Eminem rapper dans la pièce avec le lecteur cassette, parfois avec Rick Rubin, parfois seul. On voit de nouvelles rixes dans la rue et le rappeur cette fois avec un T-shirt noir et une veste à carreaux. Apparaissent ensuite des images d'un concert et d'une bagarre dans une salle de classe. On voit alors un catcheur se faire assommer par son adversaire avec un panneau « Stop ». Eminem marche ensuite dans la rue avec les quatre membres de Slaughterhouse: Royce da 5'9", Joe Budden, Crooked I et Joell Ortiz. Une personne se prend ensuite un coup de poing dans la tête et tombe à la renverse et une autre personne lance un briquet sur quelqu'un dont les vêtements prennent feu.
Pendant le second couplet, Eminem apparaît toujours avec son T-shirt bleu devant des immeubles. Il porte un bonnet bleu et rouge et le ciel est multicolore. C'est un clin d’œil au clip vidéo de So Watch'cha Want des Beastie Boys paru en 1992 où l'on voit un des membres avec un T-shirt des Knicks de New York, le club de basket de la ville, et un bonnet bleu. Certaines images du clip vidéo apparaissent aussi en multicolore. Il est ensuite assis sur le toit d'immeuble et montre ses chaussures Nike avant d'enfiler un manteau rouge. Au même moment, on voit un musicien jouant de la guitare électrique en concert. Il évoque alors Kid Rock, qui apparaît sur l'image avec un T-shirt blanc, un chapeau, une chaîne en or et des lunettes de soleil. Il y a une vidéo amateur montrant quelqu'un qui tombe de moto. Au début du second refrain, Eminem est assis sur un siège à côté de son producteur et collaborateur du groupe D12, Kon Artis. Celui-ci reçoit une paire de chaussures qu'on lui lance et qu'il enfile, une référence au clip vidéo de Pharcyde pour Drop en 1995. Eminem monte ensuite en haut d'un escabeau rouge. Il réapparaît aux côtés des membres de Slaughterhouse où l'on voit Joell Ortiz qui reçoit et compte des billets de banque. On voit de nouveau une bagarre, dans un sous-bois cette fois-ci. Dans Berzerk, Eminem et Rick Rubin ont samplé la chanson The Stroke par Billy Squire. Ils ont donc décidé de mettre un extrait d'un live de cette chanson où l'on voit une foule en liesse. Kid Rock réapparaît pendant le refrain et prononce le « Go Berzerk! » (« lâchez-vous ! »).

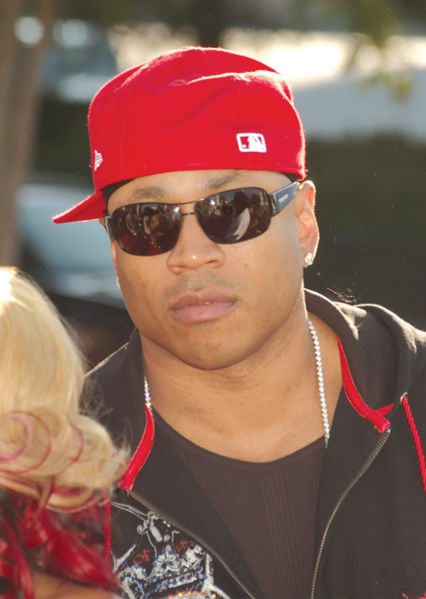
Eminem fait une référence au clip vidéo de Going Back to Cali par LL Cool J dans la vidéo de Berzerk.

Eminem simule ensuite les mouvements d'un disc jockey pendant les scratches entre le refrain et le troisième couplet. Son protégé Yelawolf fait alors un caméo. En effet, il fait du vélo à côté d'Eminem et fume une cigarette. Il porte une veste rouge. Au moment où il entame le troisième couplet, on le voit avec Joe Budden dans une usine désaffectée où on lui lance un ballon de basket. Il donne alors, en dansant, le ballon à son collègue. Eminem et Rick Rubin se retrouvent devant les enceintes géantes du lecteur cassette. Ils sont alors propulsés en arrière par la puissance du son qu'ils entendent. Il parle ensuite dans la rue avec son DJ, The Alchemist. Dans l'avant dernier refrain, c'est Royce da 5'9" qui prononce le « Go Berzerk! ». On voit alors « BERZERK » tagué en rouge sur une vitre. Eminem parvient alors à effacer le graffiti avec une bombe normalement utilisée pour les tags. On revoit des catcheurs qui se battent et un extrait de concert de rock. Il y a ensuite une scène en noir et blanc. On y voit Paul Rosenberg et Rick Rubin jouant au Blackjack à côté d'Eminem. Le manager d'Eminem fume un cigare et fait un signe de la main à Rubin qui lui répond par le même signe. Eminem fait alors un autre signe de la main et on voit un as de pique tomber à côté d'un dix de cœur et d'une reine de carreau. C'est une nouvelle référence à un clip de rap des années 1990, celui de LL Cool J pour la chanson Going Back to Cali où l'on voit exactement la même scène jouée par LL Cool J à la place d'Eminem. On revoit à la fin du clip vidéo un extrait du live de Billy Squire puis Eminem, mains sur les hanches, portant un casque audio Beats by Dr. Dre. La vidéo s'achève par une image où l'on voit Eminem et Rubin face caméra, immobiles, puis un écran bleu où apparait « Stop ».

## Classements et certifications
| Classement (2013)                  | Meilleure position |
| ---------------------------------- | ------------------ |
| Allemagne (Media Control AG)       | 10                 |
| Australie (ARIA)                   | 5                  |
| Autriche (Ö3 Austria Top 40)       | 22                 |
| Belgique (Flandre Ultratip 100)    | 44                 |
| Belgique (Wallonie Ultratip 50)    | 37                 |
| Canada (Hot 100)                   | 2                  |
| Corée du Sud (Gaon Chart)          | 1                  |
| Danemark (Tracklisten)             | 15                 |
| Écosse (OCC)                       | 3                  |
| Espagne (PROMUSICAE)               | 46                 |
| États-Unis (Hot 100)               | 3                  |
| États-Unis (Digital Songs)         | 2                  |
| États-Unis (Rap Songs)             | 1                  |
| États-Unis (Pop Airplay)           | 19                 |
| Finlande (Suomen virallinen lista) | 12                 |
| France (SNEP)                      | 10                 |
| Grèce (Billboard)                  | 7                  |
| Hongrie (Single Top 40)            | 17                 |
| Irlande (IRMA)                     | 16                 |
| Italie (FIMI)                      | 25                 |
| Nouvelle-Zélande (RMNZ)            | 12                 |
| Pays-Bas (Nederlandse Top 40)      | 52                 |
| Suisse (Schweizer Hitparade)       | 9                  |
| Royaume-Uni (UK Singles Chart)     | 2                  |
| Royaume-Uni (R&B)                  | 1                  |

| Pays       | Certification | Ventes certifiées |
| ---------- | ------------- | ----------------- |
| Australie  | Platine       | 70 000            |
| Canada     | 2 × Platine   | 160 000           |
| États-Unis | Platine       | 1 000 000         |

| Classement (2013)    | Meilleure position |
| -------------------- | ------------------ |
| Canada (Hot 100)     | 60                 |
| États-Unis (Hot 100) | 67                 |

## Historique de sortie
| Pays        | Date             | Format                 | Label                        |
| ----------- | ---------------- | ---------------------- | ---------------------------- |
| États-Unis  | 27 août 2013     | Téléchargement digital | Shady, Aftermath, Interscope |
| Allemagne   | 27 août 2013     | Téléchargement digital | Shady, Aftermath, Interscope |
| Russie      | 27 août 2013     | Téléchargement digital | Shady, Aftermath, Interscope |
| Australie   | 28 août 2013     | Téléchargement digital | Shady, Aftermath, Interscope |
| États-Unis  | 3 septembre 2013 | Diffusion radio        | Shady, Aftermath, Interscope |
| Royaume-Uni | 8 septembre 2013 | Téléchargement digital | Shady, Aftermath, Interscope |